# Convair 880
Convair 880 este un avion de pasageri cvadrimotor cu reacție lung-curier introdus în Statele Unite în 1960. 